# Chorągiew tatarska Stanisława Druszkiewicza
Chorągiew tatarska Stanisława Druszkiewicza – chorągiew tatarska jazdy koronnej połowy XVII wieku.
Rotmistrzem chorągwi był Stanisław Zygmunt Druszkiewicz. List przypowiedni wystawiono w 1654 roku. Jej żołnierze brali udział w działaniach zbrojnych wojny polsko-rosyjskiej.
Wchodziła w skład wojsk koronnych prowadzonych jesienią 1654 przez hetmanów Stanisława Potockiego i Stanisława Lanckorońskiego. Wzięli udział w bitwie pod Ochmatowem.